# Lago Borgwall
El lago Borgwall (en alemán: Borgwallsee) es un lago situado en el distrito de Pomerania Occidental-Rügen, en el estado de Mecklemburgo-Pomerania Occidental (Alemania), a una altitud de 13.2 metros; tiene un área de 389 hectáreas.